# Armoriale delle diocesi della Svezia
Questa pagina contiene le armi (stemma e blasonatura) delle diocesi della Svezia.
| Stemma | Nome della diocesi e blasonatura |
| ------ | --- |
|        | Härnösand I blått fält ett liksidigt triangulärt fält, från vars sidor strålknippen utgår, allt av guld och omgivet av en krans av sju femuddiga stjärnor av silver. (d'azzurro, al triangolo d'oro, con cinque raggi dello stesso uscenti da ogni lato di lunghezza decrescente dal centro ai vertici del lato, accompagnato da sette stelle d'argento poste in cinta) |
|        | Härnösand (prima del 1976) Sköld medelst skyskura delad av blått, vari en triangel av guld, och av guld, vari en femuddig blå stjärna. (troncato ondato d'azzurro e d'oro,al triangolo e la stella, dell'uno nell'altro, ordinati in palo) |
|        | Göteborg I blått fält strålkransen av en sol, i vilken ett liksidigt triangulärt fält inskrivits, båda av guld. (d'azzurro, alla torta dello stesso caricata da un triangolo inscritto d'oro e circondata da sedici raggi ondati del secondo) |
|        | Skara I blått fält en sexuddig stjärna omgiven av en krans av tolv likaledes sexuddiga, mindre stjärnor, allt av silver. (d'azzurro, alla stella di sei raggi d'argento accompagnata da dodici stelle di sei raggi dello stesso) |
|        | Karlstad I blått fält en tvåtungad kyrkfana av silver, belagd med ett svävande rött grekiskt kors med utböjda ändar och hängande från en tvärstång av guld. (d'azzurro, al guidone d'argento caricato da una croce potenziata scorciata di rosso, sostenuto da un bastone pomato orizzontale d'oro) |
|        | Linköping I rött fält två korslagda nycklar av silver, överlagda en stolpvis ställd kräkla av guld. (di rosso, al pastorale d'oro, a due chiavi d'argento, poste in decusse, attraversanti sul pastorale) |
|        | Luleå fält av silver ett blått kors, i första vinkeln åtföljt av två korslagda blå nycklar, den på sinister sida störtad. (d'argento, alla croce d'azzurro, accostata nel primo cantone da due chiavi dello stesso poste in decusse, quella in sbarra col congegno in basso) |
|        | Lund I fält av guld ett balkvis ställt, svart halster med ringskaft uppåt. (d'oro, alla graticola di nero di nove pezzi posta in banda) |
|        | Stoccolma I blått fält ett kors, i första vinkeln åtföljt av ett krönt manshuvud, allt av guld. (d'azzurro, alla croce d'oro accompagnata nel primo cantone dalla testa coronata di Sant'Eric dello stesso) |
|        | Stoccolma (Chiesa cattolica) I blått ett svärd med fäste av guld stunget genom en krona av guld. (d'azzurro, alla spada alta d'argento impugnata d'oro caricata dalla corona svedese dello stesso) |
|        | Strängnäs I fält av guld en nyckel och ett svärd i kors, båda blå. (d'oro, alla spada alta d'azzurro posta in sbarra e la chiave dello stesso posta in banda attraversante sulla spada) |
|        | Uppsala I rött fält ett kors av guld. (di rosso, alla croce d'oro) |
|        | Visby I rött fält ett gudslamm av silver med blå beväring, bärande på en korsstav av guld en blå fana med bård och flikar av guld. (di rosso, all'agnello pasquale d'argento, unghiato e lampassato d'azzurro, nimbato del campo bordato d'oro, tenente una banderuola spiegata d'oro caricata a destra da rettangolo d'azzurro) |
|        | Västerås I blått fält ett tillbakaseende gudslamm av silver med röd beväring och med korsgloria av guld, med rött kors, överlagt och med höger framben stödjande en stolpvis ställd korsstav av guld med röd kyrkfana, försedd med tvärstång och fransar av guld. (d'azzurro, all'agnello pasquale con la testa rivolta d'argento, unghiato di rosso, nimbato d'oro carico d'una croce di rosso, tenente un gonfalone di rosso frangiato d'oro sostenuto da una croce patriarcale dello stesso) |
|        | Växjö I rött fält tre avhuggna tonsurerade manshuvuden av silver, ordnade två och ett. (di rosso, a tre teste di monaco tonsurate d'argento) |